# Широкоголовый кенгуру
Широкоголовый кенгуру (лат. Potorous platyops) — вымерший вид из рода потору семейства кенгуровые крысы, обитавший в юго-западной части штата Западная Австралия и на острове Кенгуру.
Субфоссильные останки указывают на то, что изначально вид был представлен на полузасушливых прибрежных участках Южной Австралии вплоть до западноавстралийского побережья и, возможно, на север до полуострова Норт-Уэст-Кейп.
Препарированные экспонаты указывают на то, что этот вид был мельче других представителей рода. Длина тела составляла 24 см, хвост — 18 см. Мех был пепельно-серый сверху и грязно-белый в нижней части. Телом похоже на крупную крысу. Уши маленькие и округлые, морда довольно короткая, щеки заметно пухлые.
Первые экземпляры были пойманы в 1839 году, а описаны Джоном Гульдом в 1844 году. Уже тогда был редок и последнее сообщение о нём датированы 1875 годом, когда 5 особей были проданы Национальному музею штата Виктория. Исчезновение связывают с освоением человеком мест обитания и интродукцией кошек.